# Lengyel József (piarista pap)
Lengyel József (Kosd, 1815. február 4. – Tata, 1890. október 12.) piarista áldozópap és tanár.

## Életútja
A gimnáziumot Vácon végezte és 1832. szeptember 25-én lépett Kecskeméten a rendbe, ahol 1834-35-ben tanári próbaévét töltötte; innét a váci rendházba ment tanulmányainak folytatására. 1837-38-ban a sátoraljaújhelyi gimnáziumban működött; a teológiai tanfolyamra Nyitrára, két év múlva pedig Szentgyörgyre küldetett, ahol a teológiai tanulmányokat bevégezvén, 1841. augusztus 5-én áldozópappá szenteltetett fel. Tanár volt 1841-től Léván három, Budán négy, Tatán és Szegeden egy-egy évig. 1850-ben a pesti gimnáziumhoz helyeztetett át, ahol (az 1858-59. tanévet kivéve, melyet Tatán töltött) 1873-ig működött. 1873-ban a budapesti társház főnöke lett.
1877-ben kivonatot közölt nyomtatásban a rend házi gyűléseinek jegyzőkönyvéből. Czikke a Magyarországban (1880. 220. sz. Szaboky Adolf elhunyta.)